# وللپتی
ولَلَپتی (به انگلیسی: Vellalapatti) یک زیستگاه انسانی در هند است که در Madurai district واقع شده‌است.

## خصوصیات
وللپتی ۷٬۰۶۸ نفر جمعیت دارد.